# Нулевая степень письма
Нулевая степень письма — первая полнотекстовая книга Ролана Барта, вышедшая в 1953 году. Одна из наиболее известных ранних работ творчества философа, в которой исследуется тема языка и письма. Изначально представляла собой серию литературно-методологических статей, опубликованных в 1947—1950 годах в газете «Комба» при поддержке литературного критика Мориса Надо. Составившееся из этих статей эссе под названием «Нулевая степень письма» вышло отдельным изданием в 1953 году. Сам термин «нулевая степень» заимствован Бартом у датского лингвиста Вигго Брёндаля, который обозначал им нейтрализованный член какой-либо оппозиции.

В эссе Барт выступает с антибуржуазных позиций и критикует элемент буржуазной культуры — Классическую Форму письма, являющуюся механизмом мифотворчества, системой навязывания определённых паттернов и значений. Этой форме противопоставляется нулевая степень письма («белое», «нейтральное» письмо) — стиль, который преодолевает Литературу, навязывающую условные способы использования определённых знаков и приёмов, но при этом не являющийся разновидностью естественной разговорной речи; это стиль, свободный от всех социальных и мифологических черт языка. К авторам «белого письма» Барт относит Альбера Камю. 
«Этот прозрачный язык, впервые использованный Камю в „Постороннем“, создает стиль, основанный на идее отсутствия, которое оборачивается едва ли не полным отсутствием самого стиля.» 
Эссе состоит из введения и двух частей. В первой части Барт, проводя различие между понятиями «язык» и «стиль», определяет понятие «Письмо», описывает его особенности и типы. Во второй части описываются этапы эволюции Письма, а также выражается сама идея «нейтрального письма».

## Первая часть
Определяя язык как общеобязательную норму, область предзаданного, существующую до индивида, и стиль как индивидуальные приёмы писателя, сформированные особенностями его существования, Барт отмечает, что язык, как и стиль, не является результатом выбора, предметом рефлексии или ответственности писателя. Письмо же определяется как область, в которой писатель преодолевает предписания языка и константы своего собственного стиля. Барт выделяет несколько типов Письма: Политическое, Революционное, Активистское и Литературное, каждому из которых присущ свой тип замкнутости, отличающий его от всех остальных. Однако все они схожи в том, что представляют собой опредметившуюся в языке идеологическую сетку, которая пролегает между действительностью и индивидом, принуждая его думать в определённых категориях, замечать и оценивать лишь те аспекты действительности, которые эта сетка признаёт в качестве значимых.

## Вторая часть
На протяжении истории Письмо являлось инструментом в руках господствующего класса, посредством которого создавался и транслировался миф об универсальности мира и морали. Писатель, создавая произведение, всегда обращался к Классической Форме, являющейся воплощением мифа об универсальности, и тем самым становился на сторону тех, у кого находилась власть. Существенным этапом в эволюции Письма оказывается смена экономической формации во Франции в 1848 году, которая сопровождалась расколом в сознании писателя между его социальным положением и интеллектуальным призванием. Это способствовало умножению видов Письма, и соответственно, утрате представления об универсальности мира. Посредством выбора Письма писатель либо утверждал, либо отвергал свой социальный статус. На данном этапе возникает трагедия Литературы, само её существование ставится под вопрос. В попытках его оправдания возникает письмо как объект производства («мелко-буржуазное письмо»), где форма и работа над ней обретают самодовлеющую ценность, и приравниваются к ценности самого произведения. Литературная форма становится объектом потребления наряду с другими товарами, то есть «сам акт производства был „означен“, впервые превращён в зрелище и внедрён в сознание зрителей». Главная задача писателя здесь, согласно Барту, состоит во внушении читателю, что строки «хорошо написаны». Литературные приёмы заявляют лишь о своей литературности и не выражают индивидуальных переживаний, они служат лишь маркерами определённого типа языка, подобно цене, которая указывается на этикетке товара. Литература понимает сама себя как явление, она окончательно учреждается как «абсолютно идеальное понимание вещей», поскольку литературные знаки теряют своё денотативное значение, выражающееся в соотнесении знака с объектом, который ему соответствует. Денотативное значение подавляется коннотативным, связанным с отсылками, употреблениями и интерпретациями знака. Письмо всегда оказывается не свободным от собственной ангажированности и самообъективации, и в попытке освобождения оно становится объектом уничтожения. Однако стремление к беспорядку в Письме приводит либо к молчанию, либо к возникновению новых законов упорядочивания. Другой способ освобождения— «белое письмо». 
«Лингвистическое сопоставление, возможно, позволит разъяснить суть этого нового явления: как известно, некоторые лингвисты указывают, что в промежутке между двумя полярными языковыми категориями (единственное число— множественное число, прошедшее время — настоящее время) существует еще один — нейтральный или нулевой — термин; так, изъявительное наклонение — в сопоставлении с сослагательным и повелительным — представляется им внемодальной формой. В этом смысле — конечно, в другом масштабе — можно сказать, что письмо, приведенное к нулевой степени, есть, в сущности, не что иное, как письмо в индикативе или, если угодно, внемодальное письмо…».
Это письмо, которое избавляется от давления всесильных знаков, от традиционных шаблонов и привычек. Оно не стоит на службе у какой-либо идеологии, и не служит вкусам какой-либо отдельной части общества. Это свободный и универсальный язык, в котором стираются социальные перегородки; язык, свободный от отчуждения. Вместе с тем Барт отмечает утопичность «нулевой степени», и связывает существование универсального языка с осуществившейся универсализацией социального мира.